# Altpreußisches Garnisonregiment No. III (1756)
Das Garnisonbataillon Nr. III war ein Infanterieverband der Preußischen Armee und hatte sein Standquartier in Kolberg in Pommern.

## Geschichte
Diese Einheit bestand schon 1715 in der Stärke von zwei Bataillonen. Das eine Bataillon unterstand dem Oberst Johann Georg von Schönbeck († 19. Februar 1716), das andere dem Oberst Friedrich Adam von Thümen († 1718) war. Als 1715 das Infanterie-Regiment Nr. 24 (von Schwandes) errichtet wurde, gaben die eben genannten beiden Bataillone die geeignetsten Leute zum Stamm dieses Regiments ab. Eine gleiche Abgabe erfolgte 1740 zur Stiftung des Infanterie-Regiments Nr. 37. Die hiernach übrig gebliebene Mannschaft wurde zu einem Bataillon zusammengefasst, das der König dem Oberst von Thümen übergab.
Zum Beginn des Siebenjährigen Krieges wurde das Regiment von 1756 bis 1757 mit einem zweiten Bataillon verstärkt, das aber 1763 wieder reduziert werden musste.
Die dem Garnison-Bataillon angehörende und die 1735 errichtete eine Grenadier-Kompanie wurde 1742 auf den Feld-Etat gesetzt und an das stehende Grenadier-Bataillon Nr. 1 abgegeben. Im Jahre 1788 wurde das fünf Kompanien starke Bataillon aufgelöst; drei Kompanien für das Depotbataillon des Infanterie-Regiments Nr. 19 und zwei Kompanien für das Depotbataillon des Infanterie-Regiments Nr. 33 verwendet.

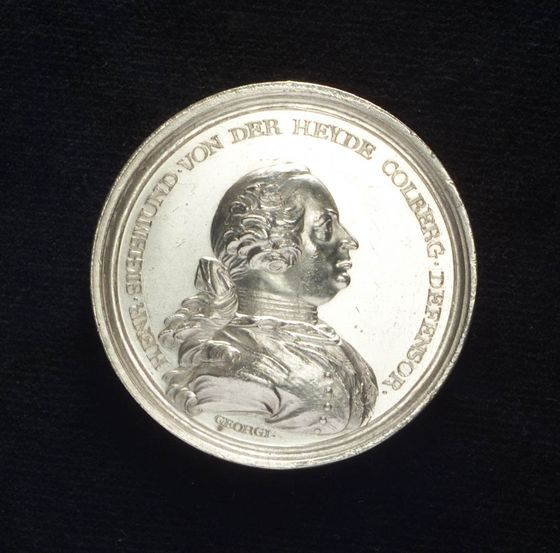
Preußische Gedenkmünze von 1760, zur erfolgreichen Verteidigung von Kolberg, Vorderseite Oberst von Heyden

Über die kriegerische Tätigkeit des Bataillons unter der Regierung Friedrich’s II. liegen keine Nachrichten vor. Da aber das Regiment aber eine Garnison in Kolberg hatte, dürfte es wahrscheinlich an der Verteidigung der Festung in den Jahren 1758, 1760 und 1761 teilgenommen haben.
Im Jahre 1758 belagerte vom 20. September bis 29. Oktober der russische Generalleutnant Palmbach und 10.000 Mann Kolberg vergeblich. Da es von dem Kommandanten Heinrich Sigismund von der Heyde erfolgreich verteidigt wurde. Dieser erhielt dafür den Orden pour le mérite.
Zum zweite Mal verteidigte, der von der Heyde vom 26. August bis 18. September 1760 die Festung gegen den russischen Admiral Zacharias Danielowitsch Mischukow – Kommandeur einer Flotte von 27 Schiffen – und den General Demidoff mit 15.000.
Dieses Mal kam der Generalmajor Paul von Werner zum Entsatz herbei. Für diese abermalige tapfere Verteidigung und glückliche Entsetzung des wichtigen Hafens ließ der dankbare König Gedenkmünzen in Gold und Silber schlagen.
Nicht so glücklich wie diese beiden ersten Male war der Major von der Heyde bei der dritten Belagerung vom 27. August bis 16. Dezember 1761 durch den russischen General Romanzow und die vereinigte schwedisch-russische Flotte. Nach einer ehrenvollen Gegenwehr musste sich die Besatzung aus Mangel an Lebensmitteln ergeben.

## Chefs
- 1715–1718 Friedrich Adam von Thümen
- 1718–1740 Siegmund von Sack
- 1740 Georg Rudolph von Glaubitz
- 1740–1756 Vorath Hellermann (ab 1743 von Hellermann)
- 1756–1763 Georg Arnold von Grolman
- 1763–1767 August Friedrich Marschall von Bieberstein
- 1767–1772 Ernst Friedrich von der Heyden
- 1772–1788 Freiherr Detlef von Vietinghoff